# Корытов, Виктор Александрович
Виктор Александрович Корытов (1900—1938) — сотрудник органов охраны правопорядка, старший майор милиции (1936).

## Биография
Начальник Управления милиции по Горьковской области, проживал в городе Горький. Являлся членом Особого совещания при Управлении НКВД и главой милицейской тройки по Горьковской области. Арестован 19 января 1938. Осуждён 20 августа 1938 Военной Коллегией Верховного суда СССР по обвинению по статьям 58-1 «а», 58-8, 58-11 УК РСФСР к расстрелу, приговор приведён в исполнение в день вынесения приговора.

### Звания
- майор милиции;
- старший майор милиции, 11 июля 1936.[3]

### Награды
- Орден Красного Знамени;
- знак «Почётный сотрудник госбезопасности»;
- знак «Почётный работник рабоче-крестьянской милиции».